# 卡奥
卡奥（Kao）是印度尼西亚北马鲁古省的一个城镇，属北哈马黑拉县管理，位于县的南部。有公路连接托贝洛，向北车程约1小时。二战期间，日本有军事基地位于卡奥湾。2010年统计，卡奥所在的卡奥区（印尼语：Kecamatan Kao）共有7,513人。城镇附近有克瓦邦机场。

## 资料来源
1. ↑  .   [2017-05-11]. （原始内容存档于2020-10-20）.
2. ↑  Biro Pusat Statistik, Jakarta, 2011.